# Stühlingen
Stühlingen ist eine Kleinstadt im Landkreis Waldshut im Süden Baden-Württembergs an der Grenze zwischen Deutschland und der Schweiz.

Panorama Stühlingen

## Geographie
Der Luftkurort Stühlingen liegt an der Wutach am Südrand des Schwarzwaldes in 449 bis 850 Metern Höhe, direkt an der Grenze zur Schweiz, nahe der Gemeinde Schleitheim. Stühlingen liegt im Naturpark Südschwarzwald.

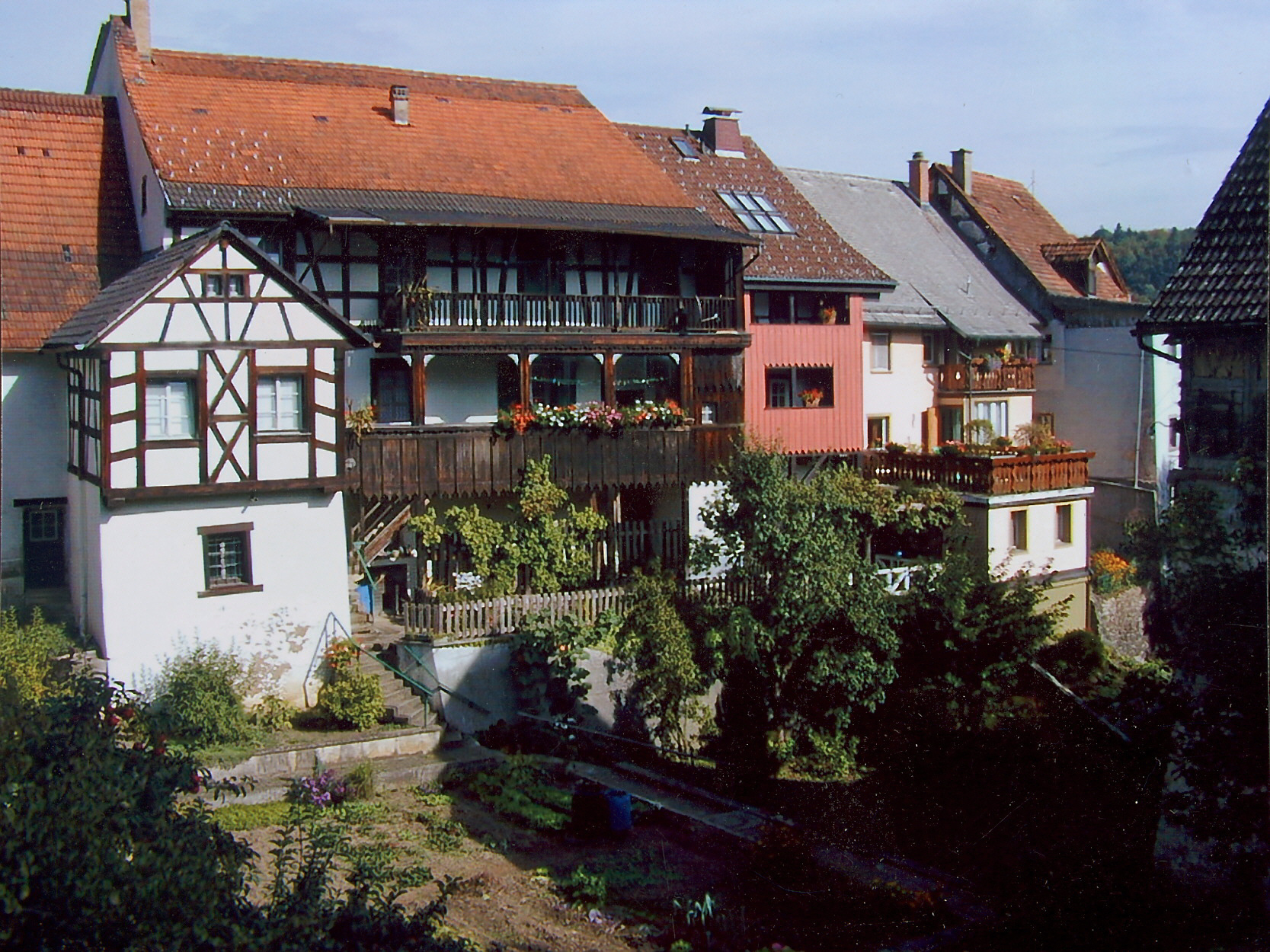
Die Altstadt von Westen (Landstraße)

### Stadtgliederung
Die B 314 durchquert das Wirtschaftsgebiet von Stühlingen entlang der ehemaligen Wutachtalbahn von Waldshut in Richtung der Autobahn A81. An der nordwestlichen Talseite ist die Stadt situiert, gegliedert in Altstadt (das „Städtle“) auf einem Plateau mit den Zugangsstraßen zum Schloss, Krankenhaus und Kloster und der im Tal liegenden neuzeitlichen Stadt (das „Dorf“) mit katholischer und evangelischer Kirche. Beide Wohngebiete sind durch den Stadtweg verbunden, der erst Mitte des 19. Jahrhunderts erbaut wurde.
Zur Stadt Stühlingen mit den früher selbstständigen Gemeinden Bettmaringen, Blumegg, Eberfingen, Grimmelshofen, Lausheim, Mauchen, Oberwangen, Schwaningen, Unterwangen und Weizen gehören neben der Stadt Stühlingen noch 32 weitere Weiler, Zinken, Höfe und Häuser.
→ Siehe auch: Liste der Orte im Landkreis Waldshut
Im Gebiet der ehemaligen Gemeinde Bettmaringen liegen die Wüstungen Ottwangen und Tandlekofen. Im Gebiet der ehemaligen Gemeinde Blumegg liegen die Burgruinen Blumegg und Vorburg sowie die Wüstung Hausen. Im Gebiet der ehemaligen Gemeinde Lausheim liegen die Reste einer urkundlich nicht genannten Burg. Im Gebiet der ehemaligen Gemeinde Unterwangen liegt die Wüstung Burgstell.

### Nachbargemeinden
Nachbarorte von Stühlingen sind (im Uhrzeigersinn) Wutach, Blumberg, Schleitheim (CH), Oberhallau (CH), Hallau (CH), Eggingen, Ühlingen-Birkendorf und Bonndorf im Schwarzwald.
Städte in der Umgebung von Stühlingen sind Schaffhausen (Schweiz), Bonndorf, Blumberg, Stein am Rhein (Schweiz), Waldshut-Tiengen, Singen (Hohentwiel) und Donaueschingen.

## Geschichte
Stühlingen war der Sitz der Landgrafschaft Stühlingen und der Herrschaft Fürstenberg.

### Vorgeschichte
Das Siedlungsgebiet um Stühlingen im mittleren Wutachtal war sehr lange ein Brückenkopf zwischen Schwäbischer Alb und Schweizer Jura. Nahe Fundstellen wie „Schweizersbild“ und „Peterfels“ zeigen dies bereits für das Jungpaläolithikum an. Für das Neolithikum sind direkte Funde in Stühlingen spärlich. Ein Grabfund vom Schlossberg weist auf das Glockenbecherphänomen hin, das zeitlich dem ausgehenden 3. Jt. v. Chr. zugeordnet wird. Für die Bronzezeit des 2. Jts v. Chr. verdichten sich die Fundstellen, so z. B. durch ein frühbronzezeitliches Gräberfeld in Lausheim oder die ausgedehnten Grabhügel bei Mauchen, die der süddeutschen Hügelbronzezeit, Mitte des 2. Jts. v. Chr., zugerechnet werden. Für die nachfolgende Urnenfelderzeit und einsetzenden älteren Eisenzeit, der Hallstattkultur, gibt es bedeutende Siedlungs- und Grabfelderfunde im nahegelegenen Lembach und Ewattingen.

### Römerzeit
Es ist von daher naheliegend, dass die Römer mit Juliomagus im benachbarten schweizerischen Schleitheim eine einflussreiche Kleinstadt gegründet haben. Sie ist archäologisch gut erforscht und museumstechnisch erschlossen.
Wie Funde aus römischer Zeit in unmittelbarer Nachbarschaft zu Stühlingen zeigen, war der Talboden bei Stühlingen schon sehr lange besiedelt. Die Grundfeste des Schlosses Hohenlupfen soll zu dieser Zeit als Fundament für einen römischen Signalturm gedient haben. Bei der Ziegelhütte wurden Münzen aus römischer Zeit gefunden, die mit den Insignien der XI. und XXI. Legion des römischen Heeres versehen sind.
Im Oberdorf, am Fuße des Galgenbucks, wurde 1848 ein Mosaikfußboden römischer Herkunft entdeckt. Der Fund indiziert, dass hier eine Villa rustica gestanden haben muss, die im Einflussgebiet der römischen Kleinstadt Juliomagus auf heutiger Schleitheimer Gemarkung lag.

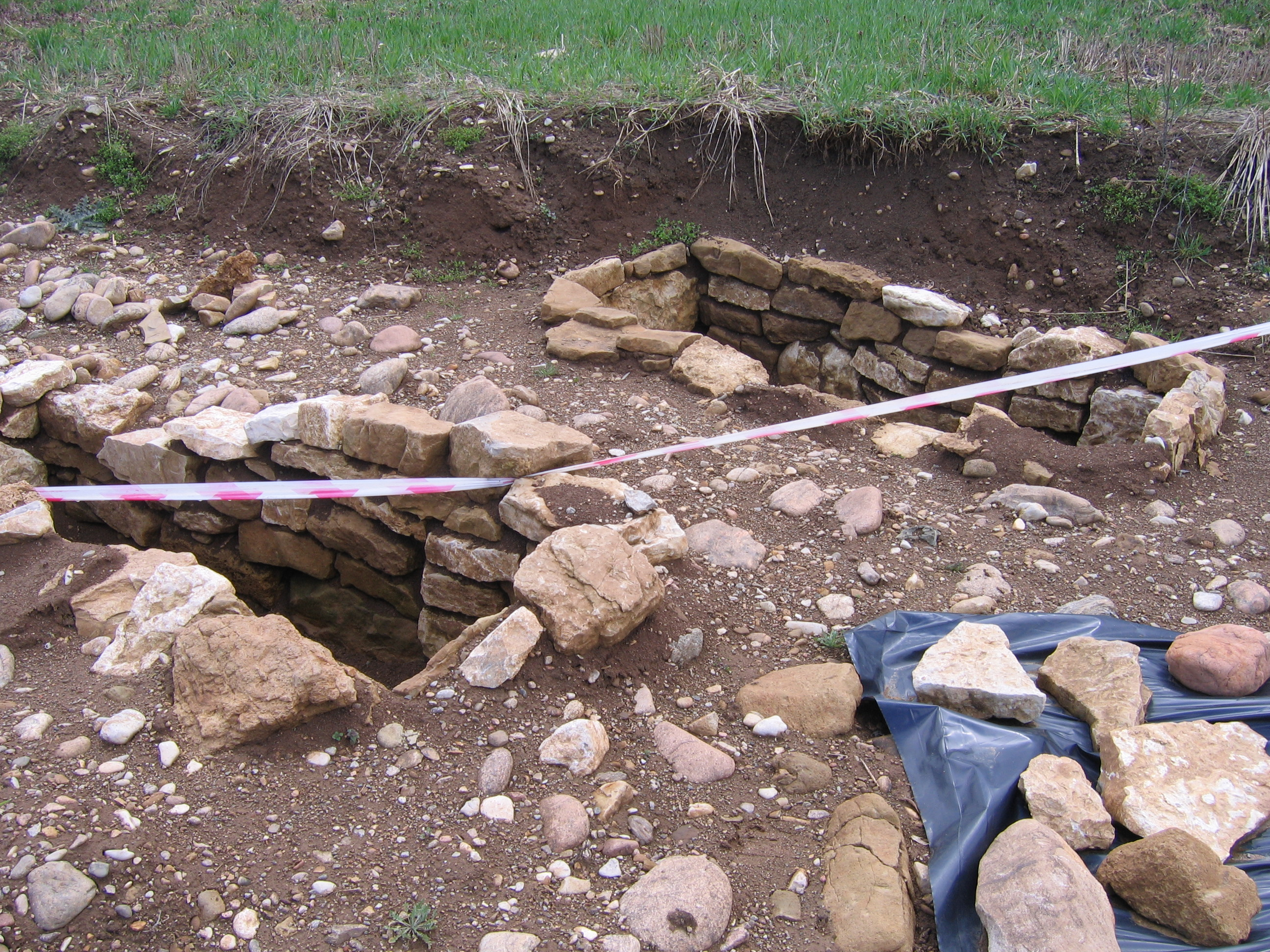
Steinkistengräber der letzten Grabungskampagne

### Merowingerzeit
Zum Ende des 5. Jahrhunderts hatten die Merowinger durch Siege über die „fränkischen Kleinkönige“ und die Einführung des Christentums auch die Alamannen dem zentralisierten Frankenreich angegliedert. Durch ihre überlegene staatliche Organisationsform bewahrten die Merowinger auch die gallo-römische Kultur, sie bedienten sich der Kenntnisse der alten gallo-römischen Aristokratie und lehnten sich an die spätantike Verwaltungspraxis an. An wichtigen Verkehrsknotenpunkten, zu denen auch der Übergang vom Wutachtal in den Klettgau zählte, erweiterten sie alte Siedlungen. Im 6. Jahrhundert kam es zu Teilungen des Reiches, das Chlothar I. von 558 bis 561 wieder vereinigte. Bislang gab es nur wenig Hinweise auf die Merowinger am Hochrhein, so dass den Funden bei Stühlingen eine gewisse Bedeutung zukommt. Geschlossen wird dadurch auch eine Lücke in der Besiedlungsgeschichte des Raumes.
Bereits 1951 waren acht Gräber auf einer Niederterrasse der Wutach entdeckt worden. Beim Bau einer Gashochdruckleitung begann man 2007 mit der Freilegung des Gräberfeldes, das sich als merowingisch herausstellte. Mit ehrenamtlichen Helfern wurden bis 2010 mehrere Kampagnen durchgeführt. Die Funde stammen aus der Zeit vom ausgehenden 6. bis zum Ende des 7. Jahrhunderts und umfassen 123 Bestattungen. Darunter waren Gräber mit Steinkisten und Steinsärgen. Die Gräber enthielten meist keine Schmuckgegenstände mehr, die Abdeckplatten waren zerschlagen. Offenbar waren sie bereits vorzeitlich von Grabräubern geplündert worden. Gefunden wurden Glasperlen und zahlreiche Waffenbeigaben.
Ab 2008 waren auch weitere Flächen untersucht worden, dabei stieß man auf einen frühmittelalterlichen Friedhof und frühurnenfelderzeitliche Gräber.

### Herrschaft der Grafen von Lupfen und Verleihung des Stadtrechts

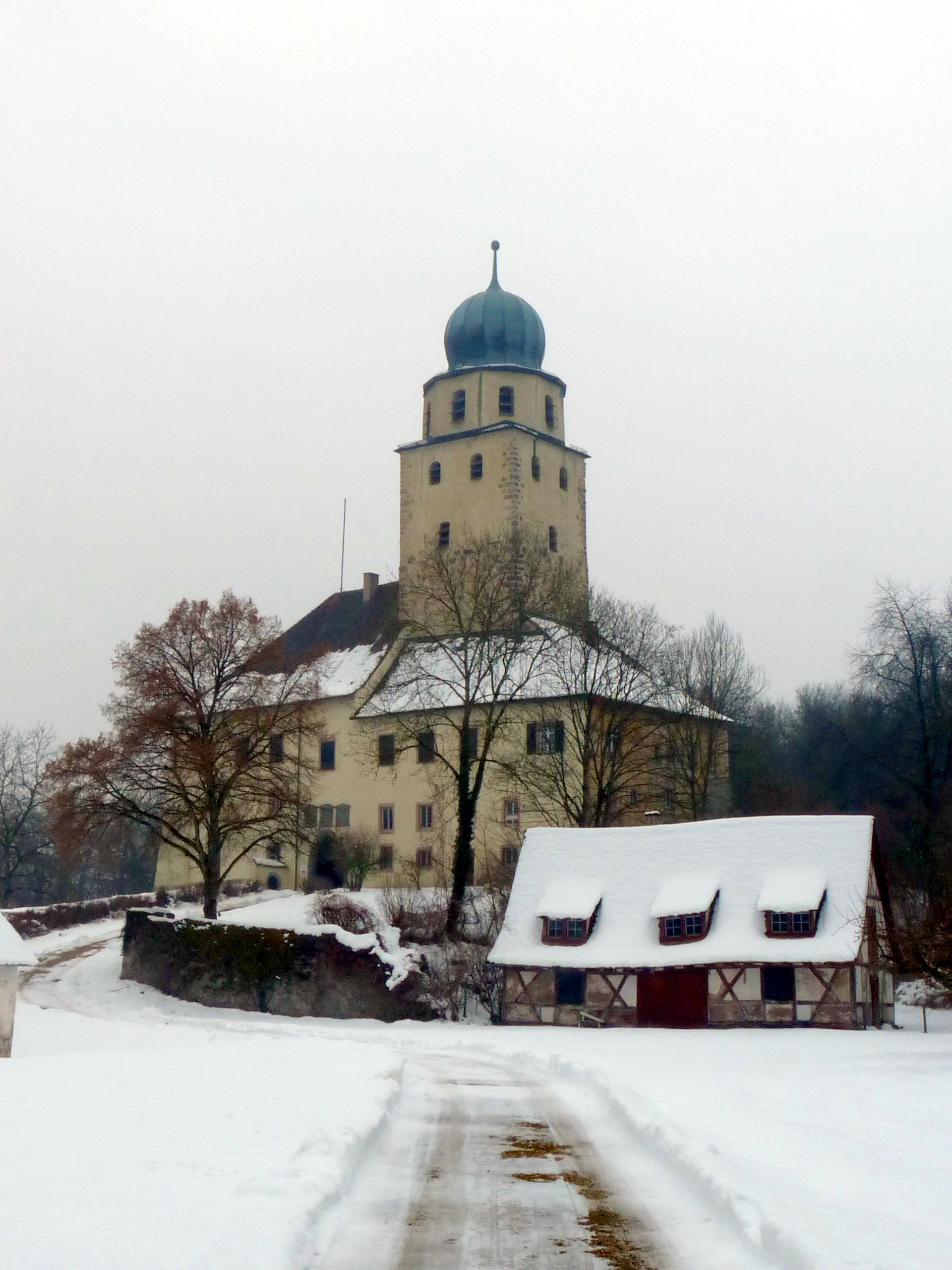
Schloss Hohenlupfen

Im Jahr 1252 gelangte Stühlingen mit Umgebung in den Besitz der Herren von Lupfen und bekam 1262 unter Graf Eberhard I. von Lupfen das Stadtrecht verliehen. Damit verbunden waren die wichtigen Rechte, Märkte abzuhalten und als Gerichtsstätte für das Landgericht zu fungieren. Das förderte die wirtschaftliche Entwicklung. So begann eine über 300-jährige Herrschaft der Grafen von Lupfen in Stühlingen. Im 14. Jahrhundert waren die Lupfener bereits treue Parteigänger in habsburgischen Diensten. Ihren politischen Höhepunkt erreichte das Geschlecht unter Hans I. von Lupfen, der 1436 starb. Er trat in die Dienste der burgundisch-österreichischen Herzogin Katharina. Später stieg er in die Führungsschicht des südwestdeutschen Adels auf und bekleidete die Stelle eines Reichshofrichters. Schlechte Zahlungsmoral der Habsburger bedingte, dass er sich an ihm übertragene Ämter der landesherrlichen Verwaltung schadlos hielt. In der Forschung gilt Hans I. daher als skrupelloser Machtpolitiker. Durch Heiratspolitik erlangte er zudem bedeutende Güter im Elsass und Südtirol.

### Schweizerkrieg
Der Schweizerkrieg machte auch die Statthalterschaft der Lupfener Grafen zur Zielscheibe der aufständischen eidgenössischen Bauern, von denen die Stadt 1499 erobert und gebrandschatzt wurde.
Obwohl die Burg und das Städtle (die Altstadt, siehe Abschnitt Kultur und Sehenswürdigkeiten) kampflos übergeben wurden, plünderte die eidgenössische Soldateska entgegen einem Abkommen letzteres, vermutlich um sich für einen Angriff auf das benachbarte Hallau zu rächen. Bei diesem Angriff war das Hallauer Oberdorf in Flammen aufgegangen, im Gegenzug wurde nun das Stühlinger Städtle und die Burg niedergebrannt. Dies geschah, obwohl der Kommandant und Obervogt Martin von Starkenberg kapituliert hatte, um die Festung vor der Vernichtung zu retten. Die Kapitulation kostete den Obervogt im Nachhinein den Kopf.
Die Stühlinger Burg wurde dabei fast vollständig zerstört und im Anschluss nur notdürftig wieder aufgebaut. Das Städtle erholte sich nur langsam von den Kriegsfolgen. Die Bewohner der ganzen Landgrafschaft Stühlingen mussten für den Wiederaufbau zahlen, was die Situation für die Einheimischen noch verschlimmerte.

### Bauernkrieg
In der Stühlinger Bauernschaft kam es 1524 zum Aufstand gegen die Obrigkeit. Laut einer Sage gab der sog. „Schneckenstreit“ Anlass zu diesem Aufstand. Sicher ist jedoch, dass der Funke, der den Bauernkrieg auslöste, von der Landgrafschaft Stühlingen ausging. Die Gründe hierfür sind sozialer Natur, eine lokale Ursache war ebenso der Schweizerkrieg, der erst 25 Jahre zurücklag, und unter dessen Lasten des Wiederaufbaus die Stühlinger Bevölkerung immer noch litt. Zudem waren die Landgrafen von Stühlingen bekannt dafür, ein verschwenderisches Hofleben zu führen, welches in Form von Abgaben und Frondiensten zu Lasten der Bevölkerung ging. Bekannt ist, dass einer der bedeutendsten Rädelsführer, Hans Müller von Bulgenbach, aus dem gleichnamigen Weiler im Westen der Landgrafschaft Stühlingen stammte. Die Landgrafschaft Stühlingen reichte um 1524 westlich bis nach Seebrugg im Südschwarzwald, der Aufstand des gemeinen Mannes bezog sich auf die Bewohner der ganzen Landgrafschaft.
Als der letzte Graf von Lupfen 1582 starb, besetzte Conrad von Pappenheim als einer der erbberechtigten Verwandten die Burg Stühlingen, die Burg Höwen und die Stadt Engen. Die Landgrafschaft Stühlingen wurde aber zunächst den weiteren Miterben Graf Karl II. von Zollern und Peter Freiherr von Mörsperg zugesprochen, erst 1605 wurde dann Conrads Sohn, Maximilian von Pappenheim, mit der Landgrafschaft Stühlingen belehnt. 1631 kam die Herrschaft Stühlingen durch Heirat seiner Tochter Maximiliana mit Graf Friedrich Rudolf von Fürstenberg an das spätere Fürstenhaus Fürstenberg, das hier bis 1723 residierte und danach die Residenz nach Schloss Donaueschingen verlegte.

### Dreißigjähriger Krieg
Am 30. September 1633 zogen der General Johann von Aldringen und der Feldherr Gómez Suárez de Figueroa, duque de Feria nach der Belagerung von Konstanz in den Klettgau, von Stühlingen aus bedrohten sie die Stadt Schaffhausen. Sie befehligten zusammen ein Heer von etwa 30.000 Mann. Nach Verhandlungen zogen sie am 8. Oktober nach Tiengen, welches sie den Schweden abnahmen, und belagerten danach Rheinfelden.

### 19. Jahrhundert
Dem Stühlinger Städtle wurden 1828 das Untere bzw. Niedere Tor und 1846 das Obere Tor genommen. Das Untere Tor stürzte infolge des Brandes des Gasthauses „Schwarzer Adler“ ein und wurde nicht mehr aufgebaut. Das Obere Tor war weitaus repräsentativer, mit einer Glocke, einer Uhr und dem Stadt- und Herrschaftswappen versehen. Nachdem allerdings das benachbarte Gebäude des Gasthauses „Krone“ um 1800 abgebrannt war und man ob des freigewordenen Platzes für den zunehmenden Fuhrverkehr froh war, schlug auch für das Obere Tor in besagtem Jahr das letzte Stündlein. Ausnahmsweise brannte dieses Tor nicht ab, sondern wurde staatlich subventioniert von der Gemeinde abgerissen.
1864 wurde der Gerichtsbezirk Stühlingen aufgelöst und das Amtsgericht nach Bonndorf verlegt. Das Abhalten von Landgerichten war seit Jahrhunderten ein Recht der Stühlinger, da der Landgraf hier seinen Grafenstuhl verortet hatte. Dementsprechend hart traf es die Stühlinger, dieses Rechtes beraubt zu werden.
Der Bahnhof Stühlingen wurde 1875 in Betrieb genommen.

### 20. und 21. Jahrhundert
In der Zeit des Nationalsozialismus wurde Stühlingen durch die Deutsche Gemeindeordnung von 1935 das Stadtrecht aberkannt. Nach dem Ende des Zweiten Weltkriegs wurde es 1950 wiederhergestellt. Die Verleihung des Stadtrechts begründete die Pflanzung einer Linde im „Judenwinkel“, der sog. „Stadtlinde“.
Im Jahr 1960 wurde in Stühlingen ein beheiztes Freibad im Weilertal eröffnet, das seit der Saison 2006 vom Verein „Schwimmfreunde Stühlingen“ betrieben wird. Vor 1960 nutzten die Einwohner eine Badestätte am Kanal oberhalb der Schraubenfabrik links der Kanalbrücke.
1962 feierten die Stühlinger Bürger die 700-Jahr-Feier anlässlich der Verleihung der Stadtrechte 1262.
Zwischen 1973 und 1975 vergrößerte sich die Stadt Stühlingen durch die Gemeindereform in Baden-Württemberg von 1746 auf über 5176 Einwohner (Stand 1970). Dadurch wuchs Stühlingen zu einer Flächengemeinde mit einer Fläche von ursprünglich 1670 ha auf 9340 ha.
1964–1966 wurde auf einem ausgedehnten Wiesengelände, den sog. Eichwiesen, die Realschule errichtet, zwischen der Unterdorf-Bebauung und der Bahnlinie der Wutachtalbahn gelegen.
Am 26. März 2007 begann der Bau eines Altenpflegeheimes mit betreutem Wohnen, welches im Folgejahr in Betrieb ging. Das Pflegeheim befindet sich ebenfalls in den Eichwiesen.
Direkt neben dem Pflegeheim wurde nach jahrzehntelangem Stillstand ein Neubaugebiet ausgewiesen und rege bebaut. Die Anliegerstraße wurde zu Ehren der französischen Partnerstadt im Jahr 2006 als „Bellêmer Straße“ benannt. Von kleineren Wiesenflecken abgesehen, sind die Eichwiesen damit komplett überbaut worden.
Mit der Einweihungsfeier am 3. Juli 2010 wurde die Sanierung des Stühlinger Ortszentrums abgeschlossen. Die Neugestaltung der Hauptstraße und des Kirchenvorplatzes stellt eine Aufwertung des Ortsbildes dar. Auch die Umsetzung des Johannisbrunnens auf die andere Straßenseite erfolgte.

### Eingemeindungen
Im Zuge der Gemeindegebietsreform in Baden-Württemberg wurden folgende bis dahin selbstständige Gemeinden nach Stühlingen eingemeindet:
- 1. Januar 1973: Blumegg und Grimmelshofen[11]
- 1. Oktober 1974: Eberfingen, Mauchen und Schwaningen[12]
- 1. Januar 1975: Bettmaringen, Lausheim, Oberwangen, Unterwangen und Weizen[12]

## Politik

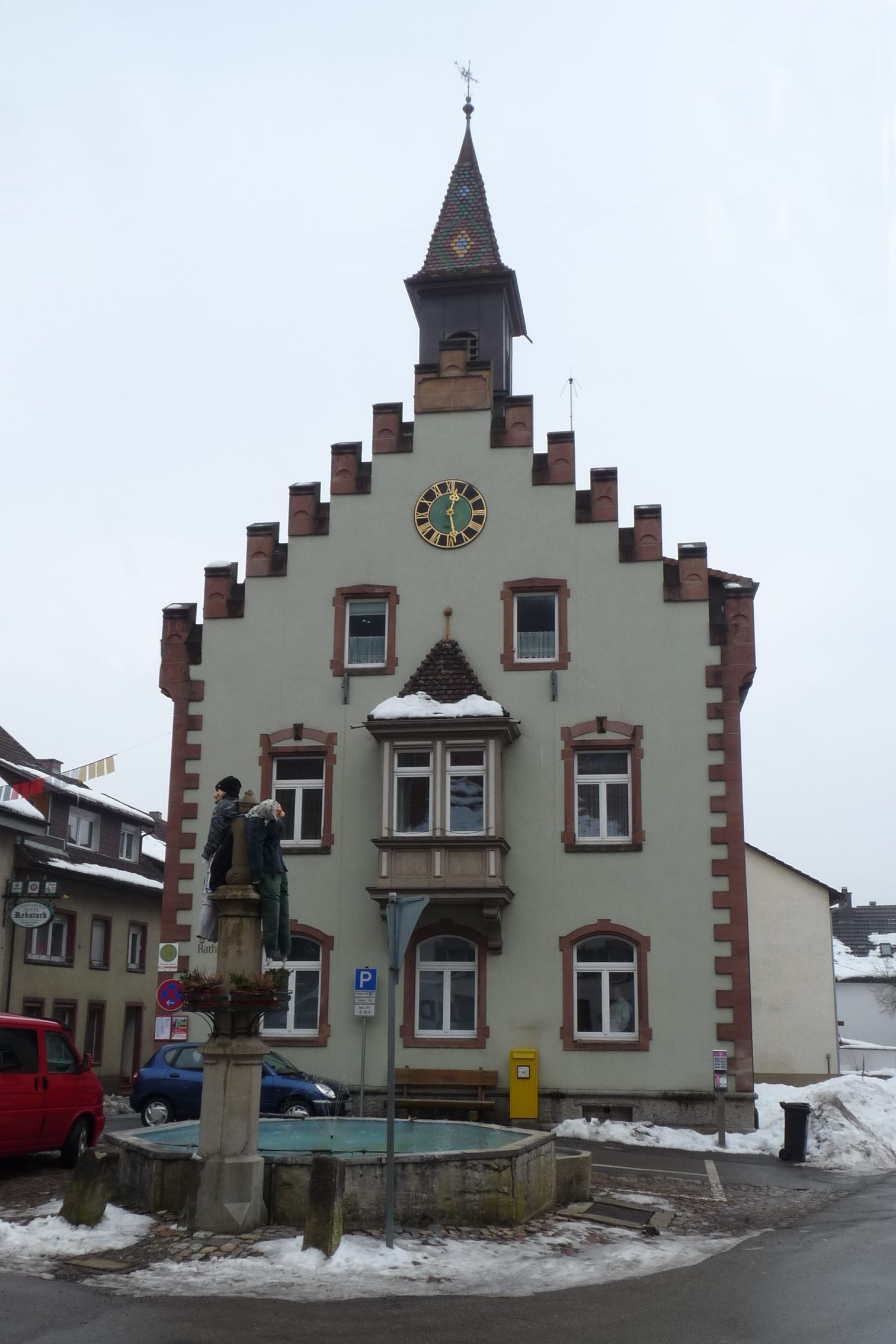
Rathaus Stühlingen

### Gemeinderat
Der Stadtrat in Stühlingen besteht aus den 18 gewählten ehrenamtlichen Gemeinderäten und dem Bürgermeister als Vorsitzendem. Der Bürgermeister ist im Gemeinderat stimmberechtigt.
Die Kommunalwahl am 9. Juni 2024 führte zu folgendem Endergebnis. Die Wahlbeteiligung betrug 66,95 % (2019: 63,8 %)
| Partei / Liste | Stimmenanteil | Sitze | Ergebnis 2019    |
| CDU            | 40,29 %       | 7     | 41,5 %, 7 Sitze  |
| FWV            | 59,71 %       | 11    | 58,5 %, 11 Sitze |

Aufgrund der Gemeindeordnung des Landes Baden-Württemberg gibt es in der Gemeinde Stühlingen für alle Ortsteile einen gewählten Ortschaftsrat, dem jeweils ein Ortsvorsteher vorsteht.

### Bürgermeister
Mit 64 % der abgegebenen Stimmen wurde am 15. Oktober 2017 Joachim Burger (53) im zweiten Wahlgang zum neuen Bürgermeister gewählt. Burger stammt aus dem Ortsteil Blumegg und wohnt in der Gemeinde Wutach, in der er stellv. Bürgermeister war.
Seit dem Zweiten Weltkrieg standen der Stadt Stühlingen folgende Personen vor:
- Carl Furtwängler, 1945–1946
- Franz Büche, 1946–1949
- Jakob Limberger, 1949–1952
- Leopold Utz, 1952–1969
- Ernst Rees, 1969–1993
- Isolde Schäfer, 1993–2017

### Wappen
Die Blasonierung des Wappens lautet: In von Silber und Blau geteiltem Schild das arm- und beinlose „Stühlinger Männle“ mit silbernem, durch drei blaue Knöpfe geschlossenem Wams, braunem Bart und blauer Kopfbedeckung.
Die Farbgebung basiert vermutlich auf den Farben des Wappens der Herren von Lupfen. Dieses Wappen war in Blau und Silber gehalten, mit einem Schwan als Symbol.
Der Adler als Stadtwappen Stühlingens wurde in einer Urkunde von 1365 gebraucht.
Auf Urkunden des Stühlinger Landgerichts fand 1495 erstmals das „Stühlinger Männle“ im Siegel Verwendung. Sogenannte gestumpfte Figuren, also ohne Arme und Beine, sind als Wappenbild in jener Zeit allerdings weit verbreitet und nicht nur für Stühlingen spezifisch. Die Sage über das Stühlinger Männle nimmt die Wappenfigur und schmückt damit eine eindrückliche Gründungsgeschichte aus. Im Badischen Sagenbuch (1898) ist die Provenienz der Sage mit „G“ gekennzeichnet. Das lässt aufgrund des Duktus vermuten, dass die Geschichte zumindest teilweise auf eine Idee des Heimatdichters Hans Martin Grüninger (1862–1944) zurückgeht.

Wappen der früher selbstständigen Gemeinden
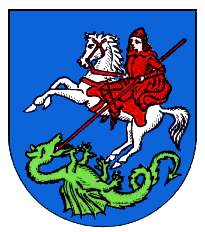
Bettmaringen
Blumegg
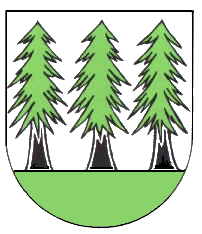
Eberfingen
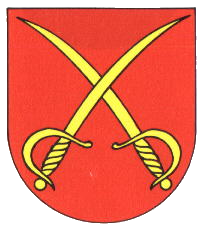
Grimmelshofen
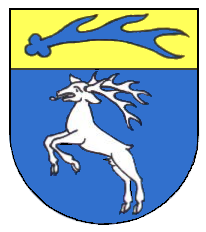
Lausheim
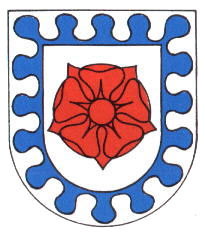
Mauchen
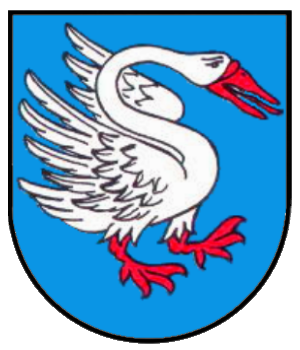
Schwaningen
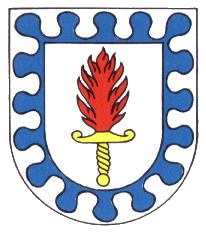
Oberwangen
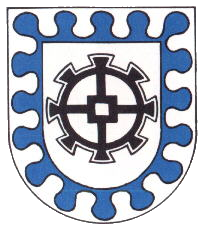
Unterwangen
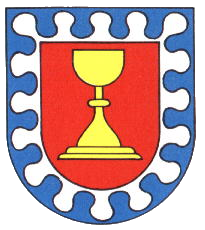
Weizen

### Städtepartnerschaften
Stühlingen ist seit 1980 mit der französischen Gemeinde Bellême im Département Orne in der Normandie liiert. In Stühlingen hat man die Anliegen der Partnerschaft einem Förderverein übertragen, der von einem zwölfköpfigen Komitee geleitet wird. Das Stadtoberhaupt ist kraft seines Amtes Mitglied in diesem Komitee. Die Partnerschaft mit Bellême ist sehr rege, so findet der Austausch sowohl auf Vereins- wie auch auf Schülerebene statt. Der Schüler- oder Jugendaustausch findet jährlich in beiden Orten statt.
Vorläufiger Höhepunkt war 2006 die bereits erwähnte Ausweisung der „Bellêmer Straße“, zumal in Bellême bereits seit einiger Zeit zuvor eine „Avenue de Stühlingen“ existierte. Am südlichen Ende der Straße wurde ein kleiner Park eingerichtet, auf dem ein Percheron-Pferdchen auf den Sockel gestellt wurde. Das Pferdchen ist ein Geschenk des Bellêmer Partnerschaftskomitees an die Stühlinger Freunde.
Es besteht außerdem eine Partnerstadt mit der englischen Stadt Goring-on-Thames in der englischen Grafschaft Oxfordshire.

## Kultur und Sehenswürdigkeiten

### Stadtbibliothek
Die Stadtbibliothek Stühlingen ist im Keller der Stadthalle beheimatet. Sie bietet inklusive des Onleiheverbundes Baden-Württemberg und des Filmstreamingdienstes Filmfriend 13.000 Medien, die den Bürgern kostenfrei zur Verfügung gestellt werden. Die Stadtbibliothek arbeitet eng mit den örtlichen Schulen zusammen und dient als weiteres Lernangebot der Stadt.

### Museen
- Bulldog- und Bauernmuseum und Puppen- & Nostalgiemuseum am Landgasthof-Hotel Rebstock

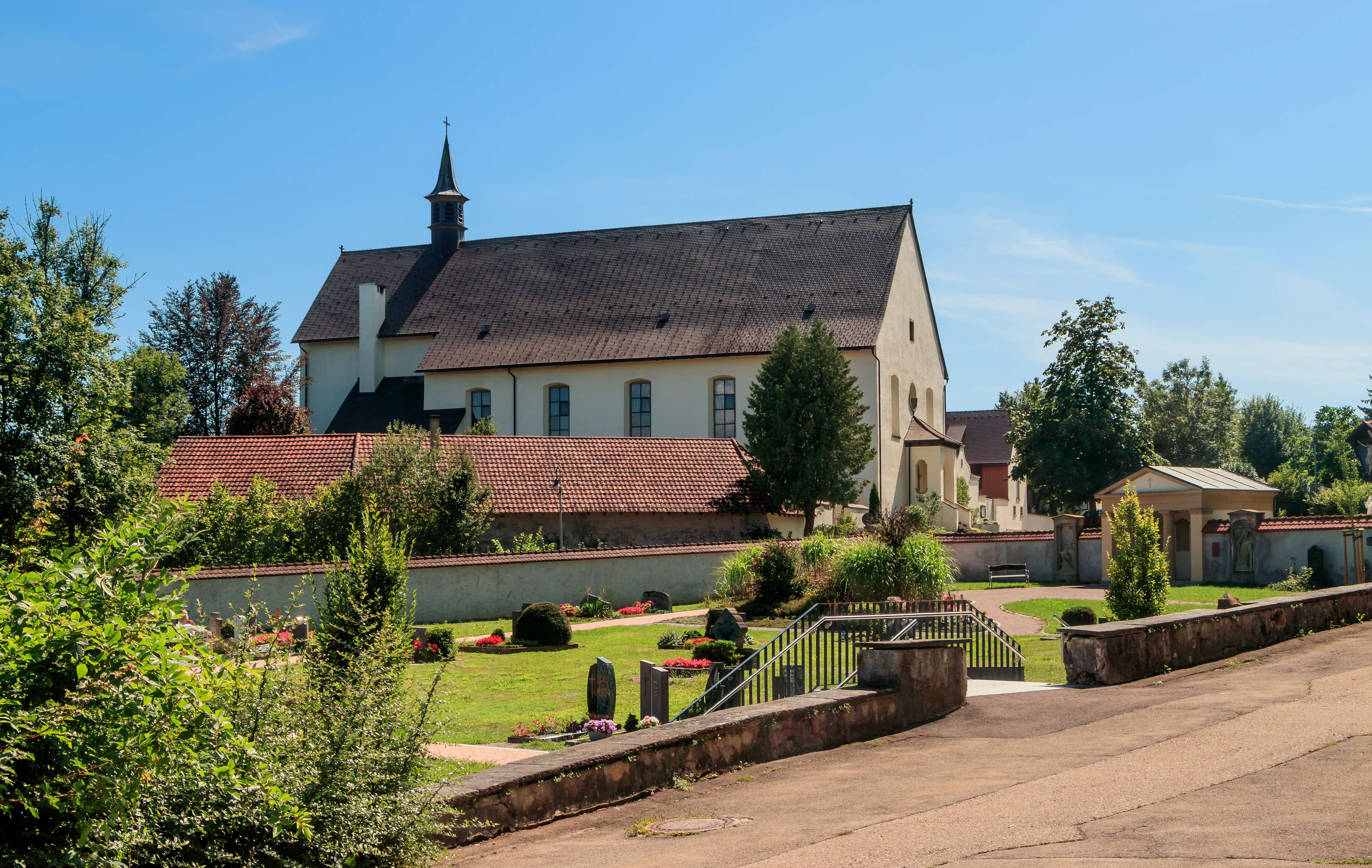
Wallfahrts- und Klosterkirche Maria Loreto

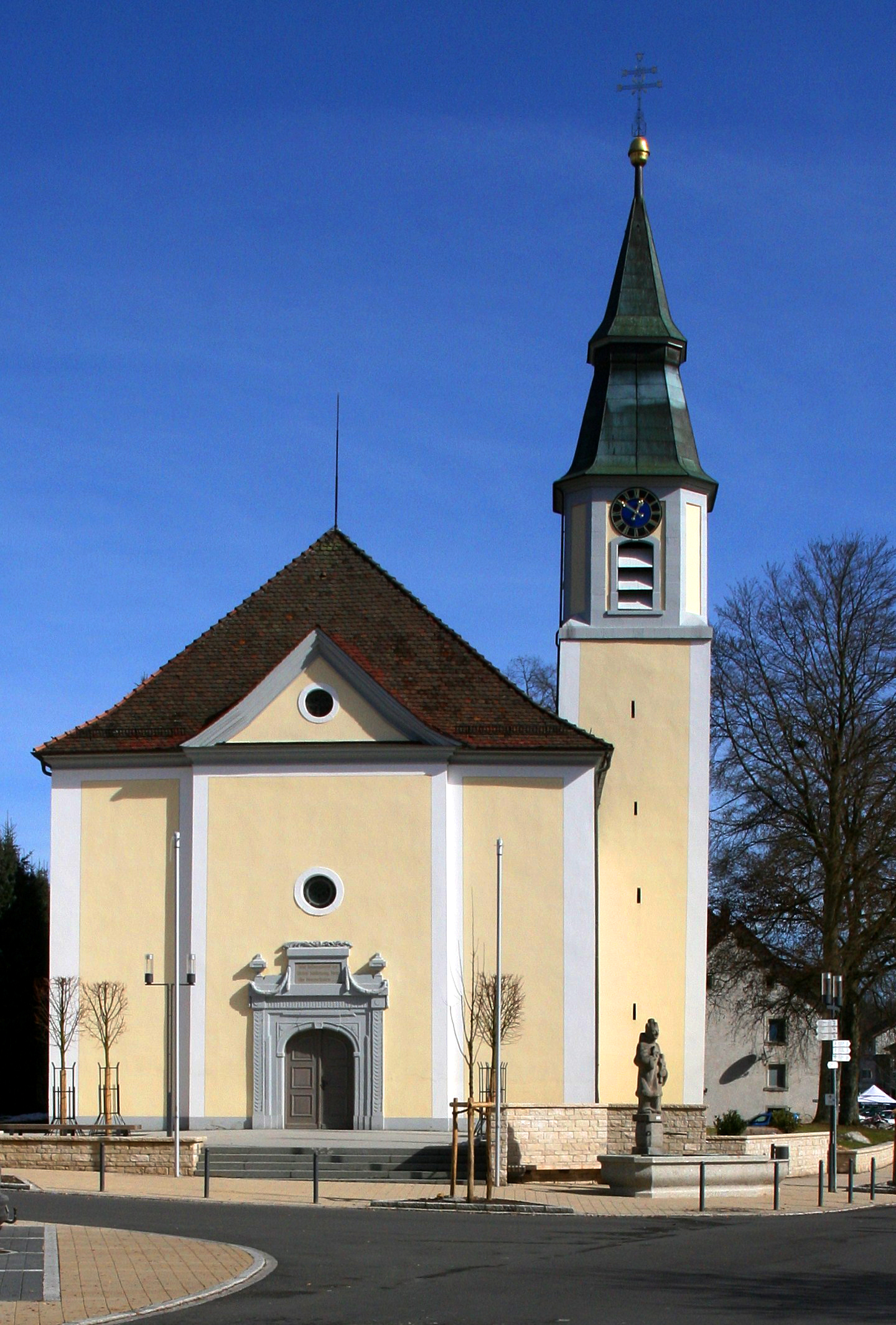
Heilig-Kreuz-Stadtpfarrkirche

- Museumsmühle Stühlingen-Blumegg

### Bauwerke
Städtle wird die Altstadt von Stühlingen genannt, erbaut nach habsburgischem Vorbild mit ovalem Grundriss und zwei Stadttoren. Ähnliche Grundrisse können in Waldshut und Neunkirch (CH) beobachtet werden. Beide Tore wurden allerdings ca. Mitte des 19. Jahrhunderts abgerissen, um die Durchfahrt für Fuhrwerke zu erleichtern. An diese Bauwerke erinnert heute nur noch eine Inschrift in Höhe des Unteren Tores.

#### Burgen und Schlösser
- Das Schloss Hohenlupfen ist Wahrzeichen der Stadt Stühlingen und wurde vielleicht auf einem einstigen Burgus erbaut. Das Schloss in seiner heutigen Form wurde 1619–1624 durch Maximilian von Pappenheim erbaut. Zuvor stand an seiner Stelle eine durch den Schweizerkrieg 1499 stark lädierte, befestigte Burg. Sie war wohl der Ausgangsort des 1524 ausgebrochenen Deutschen Bauernkriegs. Da das Schloss im Dreißigjährigen Krieg unbefestigt war, entging es wahrscheinlich der nochmaligen Zerstörung.[15] Das Schloss ging dann 1639 in den Besitz des Hauses Fürstenberg über. Im Jahr 2011 wurde es an einen Schweizer Landwirt verkauft.
- Schloss Bettmaringen (= ehemaliges St. Blasisches Amtshaus), das in der Amtszeit des baufreudigen Abtes Caspar Molitor (1541 bis 1571) errichtet wurde. (heute in Privatbesitz)
- Burgruine Blumegg, 1577 zerstörte Höhenburg der Herren von Blumegg

#### Kirchen
- Die evangelische Dreifaltigkeitskirche in der Bahnhofstraße Stühlingen wurde im November 1913  eingeweiht. 1995 erfuhr sie eine umfassende Renovierung. 1954 wurde das benachbarte Gemeindehaus errichtet.
- Die Heilig-Kreuz-Stadtpfarrkirche in Stühlingen wurde 1785 von Franz Josef Salzmann im seltenen Empirestil errichtet. Sie enthält drei Altäre des Bildhauers Johann Friedrich Vollmar aus der Erbauungszeit.
- Das Kapuzinerkloster Stühlingen mit Klosterkirche Maria Loreto und Gruft in Stühlingen enthält Seitenaltarblätter und Oberbilder von Franz Joseph Spiegler und furnierte Altäre des Spätbarock.
- Alt-katholische St.-Sebastian-Kirche Stühlingen im Städtle
- Die St.-Fridolins-Kirche in Bettmaringen enthält neobyzantinische Malereien aus dem 19. Jahrhundert.
- Die St.-Benedikt-Kirche in Blumegg wurde im Jahr 1885 erbaut.
- Kirche St. Peter und Paul in Eberfingen
- Die St.-Gallus-Kirche in Eggingen wurde im Jahr 1869 geweiht.
- Kirche St. Martin in Grimmelshofen
- Die St.-Nikolaus-Kirche in Lausheim ist eine ehemalige Wallfahrtskirche im Renaissance-Stil mit Kirchenausmalungen aus der Zeit vor dem Dreißigjährigen Krieg.
- St.-Gallus-Kirche in Mauchen
- St.-Michael-Kirche in Oberwangen
- Römisch-katholische St.-Martin-Kirche in Schwaningen
- Alt-katholische St.-Martins-Kirche in Schwaningen[16]
- Kirche St. Konrad in Weizen
- Kalvarienbergkapelle in Eberfingen (auch Eberfinger Kapelle)
- Dreifaltigkeitskapelle in Schwaningen
- St.-Wendelin-Kapelle in Unterwangen

### Naherholung
- Wutachschlucht und Gauchachschlucht
- Wutachflühen (Schlucht von Grimmelshofen nach Achdorf)
- Roggenbacher Schlösser (ursprünglich zwei Burgen, die jedoch während des Bauernkrieges zerstört wurden)
- Die Wälder der Gemarkung Vordere, Mittlere und Hintere Bücken, im Volksmund Schinderwald genannt mit der sogenannten Teufelsküche, eine kleine Schlucht zwischen Stühlingen und Eberfingen gelegen.
- Felsformationen und Höhlengebilde auf halber Höhe des Ruckwalds (Versteck)
- Weilersee, kleiner Weiher im hinteren Weilertal im ehemaligen Steinbruch
- Randen, Gebirgszug mit bis zu 912 m ü. NN, nördlichster Ausläufer des Schweizer Juras. Größtenteils auf schweizerischem Hoheitsgebiet gelegen, gilt er mit den beiden Schleitheimer Randentürmen als bester Aussichtspunkt in der Stühlinger Umgebung.
- Woerl’s Illustrierter Führer durch Stühlingen und Umgebung, der 1907 in Leipzig publiziert wurde, fasst das Naherholungsgebiet immer noch gut zusammen.

### Regelmäßige Veranstaltungen

#### Fasnacht
Die Narrenzunft „Hungrige Stühlinger“ ist treibende Kraft der schwäbisch-alemannischen Fasnet in Stühlingen. Auch in den Ortsteilen gibt es zahlreiche Narrenzünfte. Der Termin für die Fasnacht, in Stühlingen auch Fasnet genannt, wird nach dem römisch-katholischen Kirchenkalender festgelegt, somit endet die Fasnet 46 Tage (40 Tage der Fastenzeit + 6 Fastenkarenztage) vor dem Ostersonntag. Den Sonntag nach dem Aschermittwoch, der den Beginn der Fastenzeit markiert, nennt man den Alten Fasnets-Sonntag, da in der Zeit ohne Fastenkarenztage an diesem Tag ursprünglich der Fasnetssonntag gefeiert wurde. Dies ist insofern von Bedeutung, weil der Fasnachtstermin in den östlich und südlich benachbarten Gebieten der Ost- und Nordschweiz aufgrund des protestantischen Kirchenkalenders weitestgehend anders gelegt wird, so z. B. in Winterthur auf den Alten Fasnets-Sonntag oder in Basel, wo die Fasnacht eine Woche nach dem Fasnachtsmontag begonnen wird.

#### Städtlefest
Das Städtlefest wurde 1975 ins Leben gerufen, um die Ortsteile der Gesamtgemeinde Stühlingen, die aus der baden-württembergischen Gemeindereform vom 1. Januar 1975 hervorgegangen war, einander näherzubringen. Dieser Grundsatz, der in den Anfangsjahren von etlichen Vereinen mitgetragen wurde, ist mehr und mehr in Vergessenheit geraten. Dennoch nahmen am 41. Städtlefest im Juli 2015 Vereine aus fünf Ortsteilen an dieser Veranstaltung teil. Das Städtlefest findet fast vollständig im Städtle, d. h. auf dem Marktplatz, der Herrengasse und der Gerberstraße statt.
Der Termin für das Städtlefest war bis vor wenigen Jahren auf den ersten Samstag im August festgelegt, aktuell (Stand: 2015) wird es am zweiten Juli-Samstag durchgeführt.

#### Stühlinger Frühling und Herbst
Der Handels- und Gewerbeverein Stühlingen organisiert seit längerem eine Verkaufsveranstaltung in der Stühlinger Hauptstraße, die Stühlinger Frühling genannt wird und auf den letzten Samstag im April festgelegt ist. Teilnehmer sind die örtlichen Gewerbebetriebe des HGV und auswärtige Anbieter. Aufgrund der hohen Akzeptanz dieser Veranstaltung hat der HGV den Stühlinger Herbst ins Leben gerufen, eine Verkaufsveranstaltung mehrheitlich für landwirtschaftliche Produkte. Aufgrund dieses Engagements wurde dasjenige, welches zuvor vom HGV zur Belebung des Martinimarkts an den Tag gelegt wurde, völlig eingestellt.

#### Martinimarkt
Der Martinimarkt fand früher traditionell am Montag nach dem St. Martins- oder Martini-Tag, dem 11. November, und wie das Städtlefest im Stühlinger Städtle statt. Das nachlassende Interesse der Besucher und die entzogene Unterstützung des HGV Stühlingen haben erst dazu geführt, dass der Markttag auf den Samstag nach dem Martinitag gelegt wurde. Der Montag war insofern ein traditioneller Markttag, weil man früher z. B. sonntags keinen Geschäften nachgehen durfte. Seit 2018 ist der Martinimarkt nun ausgesetzt. Ob er je wieder reaktiviert wird, ist ungewiss. Das mag bedauernswert sein, da Stühlingen mit der Verleihung des Stadtrechtes 1262 das Recht zugesprochen bekam, drei Märkte abzuhalten. Nach dem Dreißigjährigen Krieg verlieh Graf Maximilian Franz zu Fürstenberg in einem Gnadenbrief das Recht, zwei weitere Märkte abzuhalten, um die Wirtschaft anzukurbeln. Der Viehmarkt in Stühlingen galt im 19. Jahrhundert als einer der bedeutendsten in der Region. Aber wie andernorts auch haben eben derlei Märkte wie der Martinimarkt aufgrund der veränderten Einkaufsgewohnheiten fast gänzlich an Bedeutung verloren.

## Wirtschaft und Infrastruktur

### Unternehmen

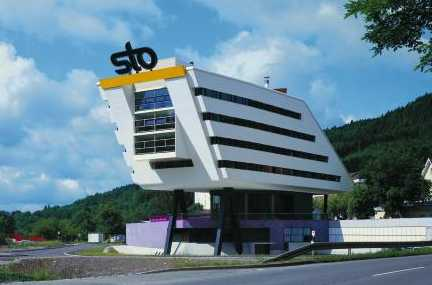
Sto: K-Gebäude im OT Weizen

Die Sto SE & Co. KGaA ist die derzeit größte Firma, daneben gibt es eine Reihe weiterer mittelständischer Unternehmen und Einzelhändler. Etwa die alteingesessene mittelständische Zwirnerei an der Wutach, die sich auf dem Weltmarkt behauptet. Oder die 1970 gegründete Firma Wutal AluminiumGuss, die mit ihren gut 240 Mitarbeitern ebenfalls ein wichtiger Standortfaktor für Stühlingen geworden ist.

### Krankenhaus
Das ehemalige Krankenhaus Loreto wurde 1929 eingeweiht. Es wurde von der Gemeinde Stühlingen in den Balbach’schen Gärten erbaut, einer sanft ansteigenden Erhebung nordöstlich des Städtles, die vom ehemaligen Obervogt Balbach hinter seinem Haus in der Herrengasse als Garten genutzt wurde. Zuvor gab es ein Spital auf dem benachbarten Areal des Klosters. Das Krankenhaus befand sich seit etwa 2004 in der Trägerschaft der HBH-Kliniken, ab 2012 im Gesundheitsverbund Landkreis Konstanz. Ende 2022 wurde es aus wirtschaftlichen Gründen geschlossen.

### Hans-Carossa-Klinik
Seit 1963 besteht in Stühlingen die nach dem Arzt und Schriftsteller Hans Carossa benannte Klinik. Zuvor wurde im gleichen Hause das Hotel Post betrieben. An der Stelle, an welcher sich heute (Stand: 2015) die Gymnastikhalle der Hans-Carossa-Klinik befindet, stand zuvor eine stattliche Scheune, die auch mit Heu aus den talabwärts dahinter liegenden Eich- und Richtwiesen beschickt wurde. Dieser Wiesengrund wird allerdings seit 1875 durch den Bau der Wutachtalbahn durchschnitten.

### Bildung
- 2013 Neubau der Kindertagesstätte „Kinderland Hohenlupfen“ neben der Realschule fertiggestellt. (www.caritas-hochrhein.de/kinder-jugend/kinderland-hohenlupfen/)
- Grundschule Weizen
- Hohenlupfenschule (= Grundschule) Stühlingen
- Realschule Stühlingen

### Verkehr

#### Eisenbahn

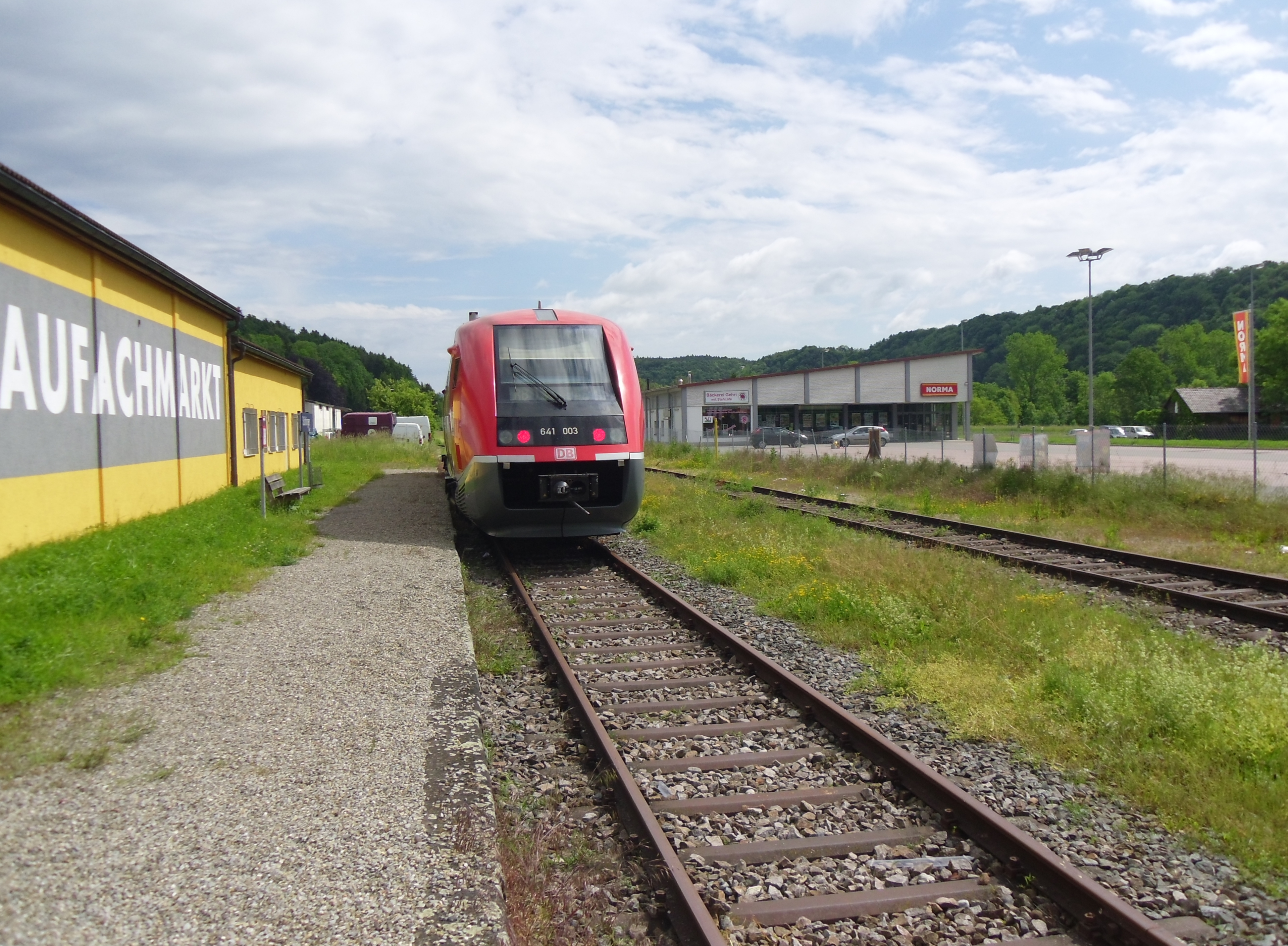
Zug der DB Regio im Bahnhof Stühlingen

Stühlingen erhielt im Jahre 1875 einen Eisenbahnanschluss von Lauchringen her. In Stühlingen hatte die sogenannte „Wutachtalbahn“ auch vorläufig ihren Endpunkt, bis die Strecke ein Jahr später bis Weizen verlängert wurde. Im Jahre 1890 wurde die Wutachtalbahn in Hintschingen an die Schwarzwaldbahn angeschlossen und somit fertiggestellt. Der Personenverkehr wurde schließlich aus Rentabilitätsgründen zum 1. Januar 1976 eingestellt. Der Güterverkehr zur Sto AG wurde noch bis ins Jahr 2001 betrieben. Trotz zahlreicher Bemühungen um eine Reaktivierung des Personenverkehrs konnte dieses Ziel bis heute nicht umgesetzt werden. Das Empfangsgebäude und die Güterhalle existieren heute nicht mehr. Im Sommerhalbjahr gibt es sonntags je zwei Regionalbahn-Verbindungen nach Waldshut-Tiengen, mit Anschluss an die Hochrheinbahn Basel–Singen, sowie als Zubringerverkehr zur Museumsbahn Wutachtal e. V.
Seit Dezember 2013 verkehrt zudem an Schultagen in Baden-Württemberg mittags ein Zug von Waldshut über Lauchringen bis nach Wutöschingen und zurück. Ein Jahr später wurde dieser Schülerzug auf kommunale Initiative hin bis nach Eggingen verlängert, wo Anschluss an einen Bus Richtung Stühlingen besteht. Dadurch ist Stühlingen über einen Zubringerbus auch ganzjährig im Schienenverkehr erreichbar.
Sauschwänzlebahn ist die volkstümliche Bezeichnung der Wutachtalbahn.

#### Radverkehr
Der Südschwarzwaldradweg als Rundweg von Hinterzarten über Waldshut-Tiengen, Basel und Freiburg verbindet Bonndorf über die Ortsteile Lausheim, Grimmelshofen und Weizen mit Stühlingen und verläuft entlang der Wutach über den Ortsteil Eberfingen in die Nachbargemeinde Eggingen.
Der Schwarzwald-Panorama-Weg von Pforzheim nach Waldshut verbindet die zur Gemeinde Wutach gehörenden Ortschaften Münchingen und Ewattingen mit dem Ortsteil Blumegg und verläuft weiter entlang der Wutach.
Der Ortsteil Bettmaringen ist über einen Radweg über die Kalvarienberghöhe mit Stühlingen verbunden.

#### Straßenverkehr
Stühlingen ist durch die B 314 (Lauchringen–Singen (Hohentwiel)) und die B 315 (Stühlingen–Titisee-Neustadt) an das überregionale Straßennetz angeschlossen. Die nächstgelegenen Autobahnen sind die A 98 (Lauchringen–Weil am Rhein) und die A 81 (Gottmadingen–Würzburg). Zahlreiche Landstraßen und Kreisstraßen verbinden Stühlingen mit seinen Ortsteilen und Nachbargemeinden. Zudem besteht über die Hauptstrasse 14 Anschluss an das Schweizer Straßennetz nach Schaffhausen.

## Persönlichkeiten

### Ehrenbürger
(Quellen: )
- Jakob Limberger (1897–1988), Sparkassenleiter, Bürgermeister (1949–1952) und Stadt-Chronist
- Franz Hug (1898–1973), Gewerbeschullehrer und 1921 bis 1971 Dirigent des Sängerbundes
- Gustav Häusler (* 26. April 1894 in Riedöschingen; † 8. Juni 1964 in Stühlingen), Volksschullehrer und Heimatforscher
- Adolf Amann (* 1911; † 30. September 2011 in Stühlingen), Komponist, Dirigent und Orchesterleiter des Orchestervereins Stühlingen (gegründet 1925 durch Erika Feederle, aufgelöst 1966)[22]
- Franz Kehl (* 18. November 1920; † 2012 in Ludwigshafen am Rhein), Unternehmer aus Ludwigshafen, gebürtiger Schwaninger
- Fritz Stotmeister (* 1927 in Villingen; † 21. April 2022 in Stühlingen-Weizen), Unternehmer (Sto)

### Söhne und Töchter der Stadt
- Heinrich II. von Stühlingen, Bischof von Würzburg (1159–1165)
- Meinward I. von Stühlingen (1279), 8. Abt des Klosters Tennenbach[23]
- Johann I. von Lupfen-Stühlingen, (1370–1436) Graf und Hofrichter
- Heinrich IV. von Bettmaringen, 33. Abt des Klosters Rheinau, 1409
- Johann von Lupfen (1487–1551), Fürstbischof und Probst des Bistums Konstanz
- Johann III. Spielmann (* in Bettmaringen), Abt von 1519 bis 1532 des Klosters St. Blasien
- Martin Meister I. (um 1560–1625), Abt von 1596 bis 1625 des Klosters St. Blasien, ließ unter anderem die Kirche in Lausheim erbauen.
- Johann Martin Haimb (Gerold I.) (1678–1751), Fürstabt des Klosters Muri
- Nathanael Weil (1687–1769), Oberlandrabbiner der Markgrafschaft Baden und Talmudgelehrter
- Basilius Meggle (1754–1830), Benediktiner, Philosoph, Priester und Dichter des Klosters St. Peter
- Joseph Anton Morath (1761–1831), Kunst- und Fassmaler
- Katharina Basler (1777–1849), Dorfdichterin
- Johann Martin Morat (1805–1867), Maler und Lithograf
- Egidius Federle (1810–1876), Maler
- Hans Martin Grüninger (1862–1944), Heimatdichter und Jurist
- Franz Heinrich Gref (1872–1957), Maler
- Wilhelm Burger (1880–1952), Weihbischof und Schriftsteller
- Hubert Zircher (1880–1952), Oberforstrat
- Josef Heid (1882–1944), Politiker, Mitglied des Badischen Landtages
- Josef Jöhle (1889–1942), Architekt, Unternehmer, nationalsozialistischer Funktionär und Kommunalpolitiker
- Eugen Rieg (1899–1948), Politiker (NSDAP), Bürgermeister von Sinsheim
- Hugo Fechtig (1929–2025), Astrophysiker
- Wolfgang Hug (1931–2018), Historiker und Geschichtsdidaktiker
- Bernhard Eichkorn (* 1934), Pfarrer und Esperantist
- Raimund Hug (* 1935), Domkapellmeister
- Lothar Eiermann (1945–2024), Koch
- Josef Wehrle (1947–2021), Alttestamentler und Hochschullehrer
- Hans Baumgartner (* 1949), Leichtathlet
- Reimund Stadler (1956–1998), Chemiker und Hochschullehrer
- Dominik Bergdorf (* 1993), Fußballspieler
- Niklas Nüssle (* 1994), Politiker (Bündnis 90/Die Grünen)

### Mit der Stadt verbundene Persönlichkeiten
- Joseph Wilhelm Ernst zu Fürstenberg-Stühlingen (* 1699; † 1762), verlegte die Residenz von Stühlingen nach Donaueschingen.
- Franz Goebel (1881–1973), katholischer Priester, Spiritual und Theologe
- Heribert Jone (1885–1967), katholischer Priester, Kirchenrechtler und Moraltheologe.
- Elmar Zimmermann (1930–1998), Lehrer, Heimatforscher, Autor und Künstler

## Sagen

### „Das Stühlinger Männle“
Das Stühlinger Männle war lange Zeit vor 1495 in einer Zeit großer Not der einzige Überlebende des großen Sterbens in Stühlingen. Das Männle wurde bereits ohne Arme und Beine zur Welt gebracht. Im Grüninger Haus in der Herrengasse schleppte es sich in den Felsenkeller, um sich von einem Laib Schweizerkäse und „firnem“ Wein zu ernähren. Den Hahnen des Weinfasses musste es natürlich mit dem Mund öffnen und schließen. So fristete das Männle sein Leben, bis eine Frau dazu kam, mit der es eine Ehe einging. Der Sage nach entstammen alle Stühlinger dieser Ehe. Der Anlass für diese Erzählung lässt sich nicht mehr bestimmen.

### „’s Ruckwiibli“
Das Sagenbuch von Emil Kümmerle bringt zwei Varianten der Sage. Einmal soll Gräfin Mathilde [eigentlich Clementia] von Lupfen, welche den Bauernkrieg verursacht habe, darin herumspuken und die Leute in die Irre führen. Nach einer zweiten Version handelt es sich beim Ruckweiblein um eine Frau, die im Judenwinkel wohnte und des Verrats im Schweizerkrieg 1499 beschuldigt wurde. Die Städter warfen ihr vor, den Belagerern einen geheimen Zugang in die befestigte Stadt gezeigt zu haben und die Katastrophe dadurch mit verschuldet zu haben. Die des Hochverrats Beschuldigte wurde verwunschen und dem Hungertode ausgesetzt.

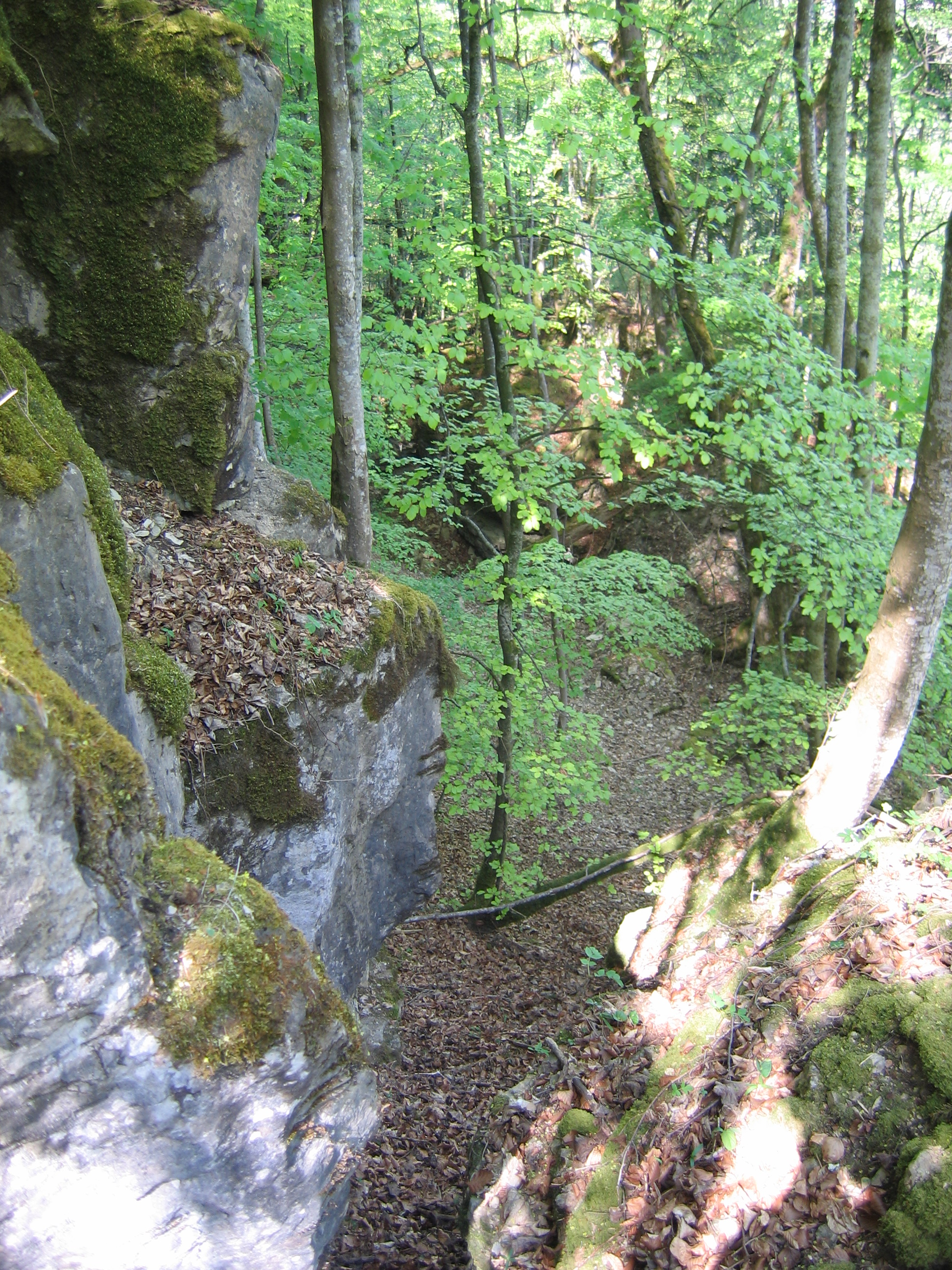
Die Felsformationen an den ‚Judenlöchern‘

Seither trieb sie im Ruckwald ihr Unwesen und verübte zahllose Untaten, bis sie eines Tages zwei Mädchen zum Lachen brachte und dadurch erlöst wurde. 1499 sind allerdings noch keine Juden in Stühlingen nachgewiesen. Ob diese Sage auch damit zu tun hat, dass sich, wie Gustav Häusler schreibt, die Juden während des Dreißigjährigen Krieges in die sogenannten Judenlöcher, also in die Karsthöhlen und Karstspalten des Ruckwaldes zurückgezogen und versteckt haben, ist ungewiss.

### Schneckehüsli-Sammeln als Grund für den Ausbruch des Bauernkrieges
Clementia von Montfort, die Gattin des Grafen Sigismund II. zu Lupfen, soll einst folgenden Frondienst von den Leibeigenen gefordert haben: Sie befahl ihren Untertanen, mitten in der Sommerarbeit im Walde Schneckenhäuschen zu sammeln, um diese als Garnrollen benutzen zu können. Diese Willkür der Gräfin erregte den Unmut der Stühlinger Bauern derart, dass sie gegen den Landgrafen aufbegehrten und sich 1524 zum Bauernaufstand erhoben. Die Geschichte beschreibt bildhaft die Willkür und den autoritären Umgang der Grafen und Fürsten mit ihren Untertanen. Der Graf zu Lupfen residierte zwar bereits seit längerer Zeit auf seinem Herrschaftssitz in Engen oder in Thann im Elsass, da die Stühlinger Burg seit der Zerstörung im Schweizerkrieg von 1499 nur noch notdürftig wieder aufgebaut worden war. Allerdings führten die Lupfener einen aufwendigen Lebensstil, der über den Zehnten, Frondienste usw. vom Volk finanziert werden musste. Bereits die Zimmersche Chronik aus dem frühen 16. Jahrhundert erwähnt in der Episode um den Bauernkrieg das Schneckenhäuschensammeln. Die Sage dürfte daher chronologisch bald nach dem Bauernkrieg entstanden sein und fasst als bildhafte pars pro toto-Geschichte die Ursachen des Bauernkrieges so gut zusammen, dass sie eben bis heute in aller Munde ist.
Weitere Sagen zum Schloss sind im Artikel Schloss Hohenlupfen einzusehen und in dem unten aufgeführten Band von Emil Kümmerle.